# Comarca de la Mariña Central
La Mariña Central (en gallego, A Mariña Central) es una comarca septentrional de Lugo (Galicia, España). Es una división político-administrativa de la macrocomarca de La Mariña de Lugo. Mondoñedo es la capital de la comarca.

## Geografía
Por el norte y el noreste la comarca limita con el mar Cantábrico, por el noroeste con La Mariña Occidental, por el oeste y el sur con la Tierra Llana, por el sureste con Meira y por el este con La Mariña Oriental. 
En el paisaje de la comarca se aprecian tres unidades del relieve bien diferenciadas: las rasas y llanuras litorales, los valles de los ríos Masma (Lorenzana) y Oro (Valle de Oro), y las sierras de escasa altitud y formas onduladas como la Sierra del Gistral (Serra do Xistral). La costa es acantilada y presenta pequeñas calas y ensenadas que se intercalan con rías y estuarios (Foz).

### Clima
El clima es oceánico: las variaciones térmicas diarias y estacionales son pequeñas debido a la influencia del océano; las temperaturas son suaves a lo largo del año y la humedad elevada (pluviosidad alta y neblinas); los vientos son fuertes en las costas. La vegetación predominante está formada por robles, pinos, eucaliptos de repoblación y prados.

## Municipios
Pertenecen a la misma los siguientes municipios: 
- Alfoz
- Burela
- Foz
- Lorenzana
- Mondoñedo
- Valle de Oro

## Economía
La pesca, sus industrias derivadas y el turismo son importantes actividades económicas en las zonas del litoral (puerto pesquero de Burela), mientras que en los valles del interior los suelos permiten el aprovechamiento agrícola.